# A Nyílttengeri Flotta Scapa Flow-i önelsüllyesztése

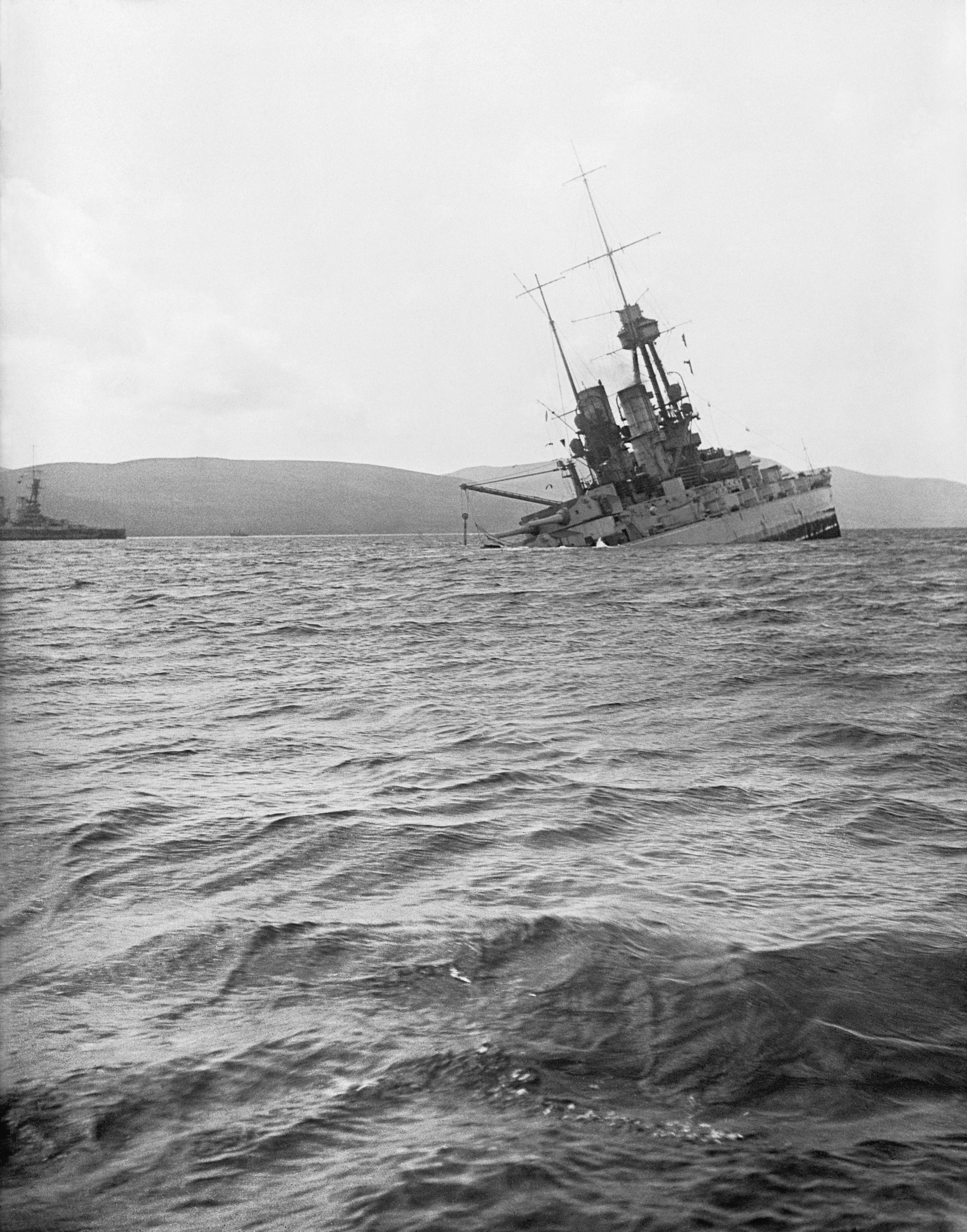
A Bayern csatahajó süllyedőben

A Német Császári Haditengerészet fő erejét adó Nyílttengeri Flotta zömének saját legénysége általi elsüllyesztésére 1919. június 21-én került sor az Orkney-szigetek déli részén lévő Scapa Flow-i brit flottatámaszponton, ahol az első világháborút lezáró fegyverszüneti egyezmény után internálták. Az internált flotta parancsnoka, Ludwig von Reuter ellentengernagy a hajók elsüllyesztése révén akarta megakadályozni, hogy a hajók a versailles-i békeszerződés rendelkezései alapján az antant kezére kerüljenek.
Az összesen 74 hadihajóból 52-t sikerült elsüllyeszteni, számos hajó megfeneklett a sekély horgonyzóhelyen, néhányuk elsüllyesztését pedig brit őrhajók akadályozták meg. A hajók elsüllyesztését erőszakkal megakadályozni igyekvő britek több, fehér zászlót kitűző mentőcsónakra is tüzet nyitottak. A háborús bűncselekménynek nyolc halálos áldozata és öt sebesültje volt. Egy már hadifogságba esett német tengerészt június 24-én gyilkolt meg egy ittas brit tengerész. Ő számít a háború utolsó halálos áldozatának.
A Nyílttengeri Flotta cselekedete pontot tett a győztes hatalmak közötti civakodás végére, mivel a német flotta hajóinak szétosztásából mindenki minél nagyobb szeletet akart volna magának. A kimutatott felháborodással szemben a brit politika számára a kifejlet valójában pozitív fogadtatású volt, mivel a német hajók elsüllyesztése révén a rivális haditengerészetek nem állíthattak hadrendbe a britekénél jelentősen magasabb technikai színvonalat képviselő hadihajókat. A német cselekedetre válaszul a békediktátumba újabb német hadihajók és a német kereskedelmi flotta többségének elkobzását foglalták bele.
Németországban a közvélemény pozitívan fogadta a hadihajók elsüllyesztésének hírét. Úgy vélték, hogy a novemberi forradalomban a matrózai révén dicstelen szerepet játszó haditengerészet e cselekedete révén helyreállította becsületét. A háborút követő évtizedekben a hajók többségét kiemelték és lebontották. Az öböl mélyén mindössze hét maradt.

## Előzmények

### A fegyverszüneti megállapodás
Az 1918. november 11-én megkötött compiègne-i fegyverszünet lezárta az első világháború harccselekményeit. Az antanthatalmak egyetértettek abban, hogy Németországnak ki kell szolgáltatnia az összes tengeralattjáróját, de a felszíni flottáját illetően nem tudtak megállapodni. Az Egyesült Államok azt javasolta, hogy a hajókat egy semleges kikötőben internálják mindaddig, míg a kérdésben megegyezés nem születik. A fegyverszüneti egyezmény véglegesített, a német felszíni flottát érintő 23. cikkelye a következőket tartalmazta:

„A német Nyílttengeri Flotta azon hadihajóit, melyeket a szövetségesek és az Egyesült Államok kijelölnek, azonnal le kell szerelni majd ezután semleges kikötőkben vagy azok hiányában a szövetséges hatalmak kikötőiben kell internálni. A kikötőket a szövetségesek és az Egyesült Államok jelölik ki. A hajók itt maradnak a szövetségesek és az Egyesült Államok felügyelete alatt és csak őrszemélyzet tartózkodhat a fedélzetükön.

A szövetségesek kijelölése kiterjed:
- 6 csatacirkálóra,
- 10 csatahajóra,
- 8 könnyűcirkálóra (közülük 2 aknarakó),
- 50 legújabb típusú rombolóra,

Az összes internálásra kijelölt hajónak készen kell állnia a német kikötők hét napon belüli elhagyására. Az útvonalat rádiójelek útján adják meg számukra.”

### A Beatty–Meurer-találkozó

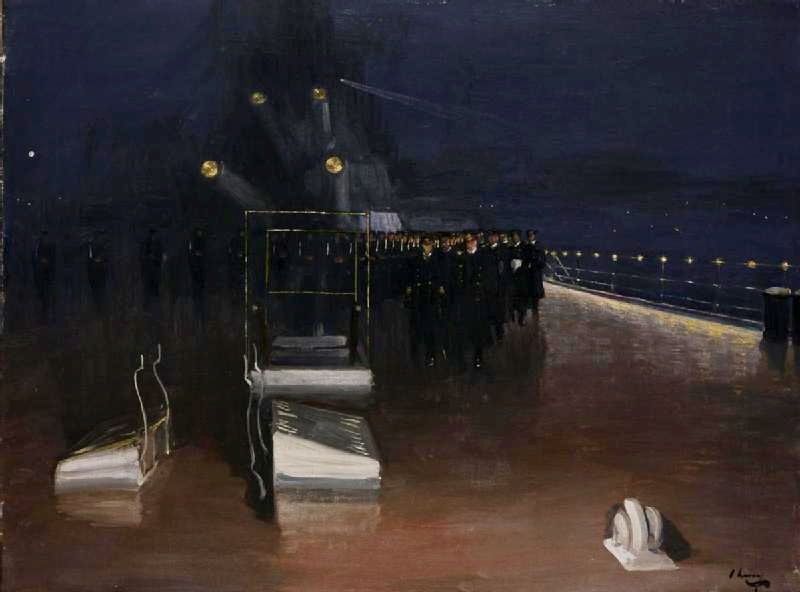
John Lavery festménye a német delegáltak érkezéséről a Queen Elizabeth fedélzetére

A feltételeket 1918. november 12-én közölték a német kormányzattal. November 15-én Hugo Meurer ellentengernagy, Franz von Hipper tengernagynak, a Hochseeflotte parancsnokának képviseletében a Königsberg könnyűcirkáló fedélzetén a skót partokhoz utazott, ahol találkozott David Beatty tengernaggyal annak zászlóshajóján, a Firth of Forth-nál horgonyzó Queen Elizabeth csatahajón. Beatty felvázolta a brit elképzeléseket, melyeket egy másnap megtartott újabb megbeszélés során részletesebben kifejtettek. Ezek értelmében a német tengeralattjáróknak Reginald Tyrwhitt ellentengernagynak a dél-angliai Harwichban kellett megadniuk magukat és az itt állomásozó erőknek (Harwich Force) kellett felügyelni őket. A felszíni flotta internálásáról a következőképpen állapodtak meg:

„
a)	Firth of Forth megközelítése és lehorgonyzás a külső révnél a lefegyverezettség ellenőrzése végett; 

b)	A találkozás ideje és helye november 21. délelőtt 8 óra a greenwichi idő szerint a May-szigettől 40 tengeri mérföldre keletre; 

Az odavezető útirány az S-pont érintésével és a Doggerbank-világítóhajótól délre; 

c)	A megközelítési útirány 270, 10 csomós sebesség. Formáció: hajók sorban haladva, élen a csatacirkálókkal, utánuk a csatahajók, könnyűcirkálók, végül rombolók; 

d)	A lövegeket előre- és hátrafelé rögzítve; 

e)	egy elégséges (angol) haderő csatlakozik a német hajókhoz a találkozási helyen és kíséri őket a horgonyzóhelyre; 

f)	minden német csoport élére egy-egy kék csúcszászlóval ellátott könnyűcirkáló fog állni és a horgonyzóhelyükre kíséri őket; 

g)	A Firth of Forth horgonyzási terve; 

h)	1. Üzemanyaggal való ellátottság: 1500 tengeri mérföld megtételéhez elegendő mennyiség 12 csomós sebesség mellett. Az út a Schillig-révtől indul; ezenkívül a segédgépek december 17-ig való üzemeltetéséhez elegendő mennyiség; 

2. Ellátmány: A hajók áthajózásához szükséges személyzet számára 10 napra, az őrszemélyzet számára december 12-ig elegendő mennyiség.”

Meurer tengernagy a megbeszélések során tudatta Beatty-vel, hogy a König csatahajó és a Dresden könnyűcirkáló műszaki okok miatt csak később indulhat útnak, valamint hogy a hatodikként kikért csatacirkáló, a Mackensen még építés alatt áll, ezért nem tud a flottával tartani. Helyette 1919 januárjában a flotta zászlóshajóját, a Baden csatahajót indították útnak. A német tengernagy kérte a kifutás határidejének kitolását, mivel a hajók legénysége még mindig hajlandóságot mutatott a lázongásra és a tiszteknek nehézséget okozhatott a parancsok végrehajtására bírni őket. Meurer végül éjfél után aláírta a feltételeket.

### Az Északi-tengeren átvezető út

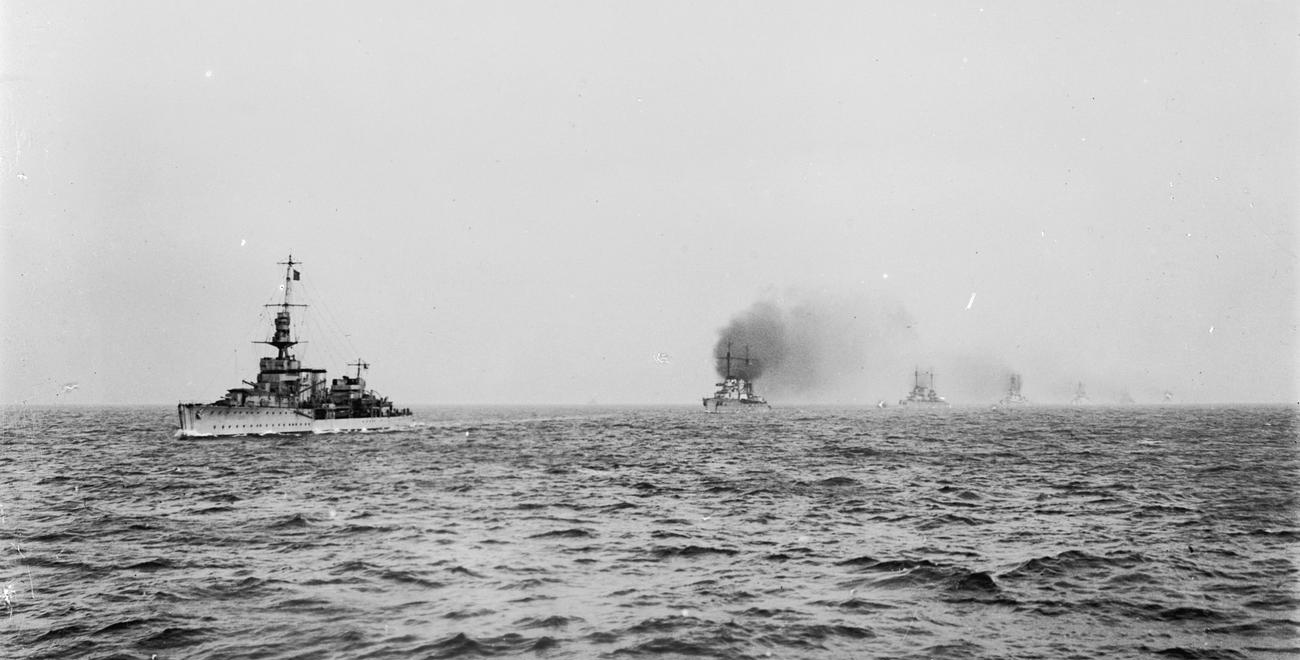
A Cardiff könnyűcirkáló, nyomában a német csatacirkálók

A németek az internálásra kijelölt hajókat, melyeket különböző kikötőkben osztottak szét, hogy a semleges államokban (Hollandia, Dánia, Svédország, Norvégia) kijelölni vélt internálóhelyekre hamarabb eljuthassanak, most ismét összevonták Wilhelmshavenben. A német vezetés a brit követelés mögött hátsó szándékot vélt felfedezni és emiatt felvetődött a gondolat, hogy a hadihajókat német vizeken süllyesszék el, de úgy ítélték meg, hogy a legénység tagjai nem működnének ebben együtt.
A britek visszautasították a hajókat kézben tartó katonatanácsokkal való tárgyalásokat és követelték, hogy a flotta néhány napon belül leszerelt állapotban, a hajók tisztjeivel és egy tengernagy vezetése alatt vezettessék át Nagy-Britanniába. A diktátum Helgoland szigetének megszállását helyezte kilátásba, amennyiben a Nyílttengeri Flotta kijelölt része nem állna készen a november 18-ai útnak induláshoz. Franz von Hipper flottaparancsnok kérésére november 18-án az I. felderítőcsoport addigi vezetője, Ludwig von Reuter ellentengernagy vállalta el a feladatot. 
Meurer tengernagy – akinek a jelenlétére a fegyverszüneti bizottságban volt szükség és ezért nem vehette át az internálandó flotta vezetését – a von Reuterrel folytatott megbeszélése során jelezte azon benyomását, hogy az angoloknak nem áll szándékában a német hajókat semleges kikötőkben internáltatni. Hipper a november 19-ei indulás előtt a következő írásbeli parancsot küldte von Reuternek:

„
1. A hajók Firth of Forth-ban végrehajtott vizsgálata és az angol kíséret után megközelítendő internálásra kijelölt kikötők még nem ismertek. Az áthajózást végrehajtó teljes legénység a hajók beérkezéséig stb. az internáló kikötőben a hajók fedélzetén marad. Az internáló kikötőben csak az őrszemélyzetek maradhatnak a hajók fedélzetén, az áthajózást végző személyzet többi részét csapatszállító hajókkal kell visszahozni. Beatty tengernagy biztosított afelől, hogy az internáló kikötők neveit és az időpontot, mikor a csapatszállító hajóknak oda meg kell érkezniük időben közölni fogja. Ennek megfelelően adnak értesítést és utasításokat.
2. Az áthajózandó kötelék angol cirkálókíséret általi felvétele után (40 tengeri mérföldre keletre a May-szigettől) rádióforgalmat nem lehet bonyolítani, amennyiben az angol kíséret avagy később a Grand Fleet főparancsnoka által meghozott szabályozás azt meg nem engedi.

al. von Hipper.”

Az internálásra kijelölt flottarészre a németek hivatalosan az „Überführungsverband” (jelentése nagyjából: „átvezetendő kötelék”) megjelölést alkalmazták és mint egy a Nyílttengeri Flottától elkülönített köteléket (detachierter Verband) kezelték. A kifutás előtt a felszerelésük minden értékes és könnyebben mozdítható alkatrészét (mint pl. optikai berendezések) kiszerelték a hajókból.
Elsőként a tengeralattjáróknak kellett útnak indulniuk és az összesen 176 egység 1918. november 20-tól kezdődően érkezett meg Harwichba. A Ludwig von Reuter ellentengernagy vezette felszíni hajóhadnak november 21-én reggel a Cardiff könnyűcirkálóval kellett találkoznia. Abban a hitben, hogy a hajókat csak a béke megkötéséig, átmenetileg tartják őrizet alatt zálogként egy semleges kikötőben és azután visszatérhetnek Németországba, a legfőbb katonatanács is felszólította a hajók legénységét, hogy  „az új német köztársaság jelentette Haza szolgálatában tartsák fenn a katonai erejüket.” A legfelsőbb katonatanács egy vörös zászlónak az előárbóc csúcsán való kitűzését tudta elérni, de a tisztek azon érvelésére, hogy azt a britek kalózzászlóként értelmezhetik és tüzet nyithatnak rájuk, röviddel a nyílt tengerre való kifutás után bevonták. Ezután a flotta a német hadilobogó alatt hajózott tovább.
A kifutást megelőző napokban aknakeresők fésülték át azt a területet, amerre a flottának el kellett haladnia és világítóhajókat helyeztek el a biztonságos útvonal jelölésére. (A németek előbb a biztonságosabb dán partok menti útvonalon kívánták volna megközelíteni a skót partokat, de a britek ragaszkodtak ahhoz, hogy az Északi-tengert keresztbe átszelve, annak aknamezőktől veszélyes részein hajózzanak át.) A német kötelék 50 km hosszúságban nyúlt el és 11 csomós sebességgel tartott Skócia felé. Ekkor összesen 70 hajóból állt, mivel a König csatahajónál és a Dresden könnyűcirkálónál hajtóműproblémák jelentkeztek és hátra kellett hagyni őket, a V 30 jelű romboló pedig útközben aknára futott és elsüllyedt. A Cöln könnyűcirkáló hajtóműhiba miatt maradt le a többi hajótól.
Bár a többi antant hatalom ezt nem tartotta indokoltnak, a britek Beatty tengernagy kezdeményezésére egy erős flottademonstrációt rendeztek a német hajók fogadására. A Grand Fleet egésze kifutott a hozzá beosztott amerikai csatahajórajjal a kötelékében és néhány francia hajóval együtt. A 370 hajóból álló flotta közrefogta az érkező 70 német hadihajót és így kísérték őket a Firth of Forth-hoz. Ez volt a modern idők addigi legnagyobb flottafelvonulása. Beatty, aki kételkedett abban, hogy a német flotta hajói valóban harc nélkül hajlandók lesznek áthajózni Skóciába, a hajók fő tüzérségét alaphelyzetbe állíttatva, de egy esetleges harcra felkészülten a legénységet állandó készültségben tartotta.

### Fegyverzetellenőrzés a Firth of Forthnál
A flották november 21-én érkeztek a Firth of Forthhoz, ahol horgonyt vetettek. Ezután Beatty a következő zászlójelzést adta le:
„A német lobogó be lesz vonva ma napnyugtakor és engedély nélkül nem lesz felvonva ismét.”
Reuter tengernagy tiltakozott az utasítás ellen és közölte, hogy a hajók az internálás végett vannak itt, nem pedig azért, hogy megadják magukat. Beatty válaszában azt közölte, hogy háborús helyzetben nem lehet ellenséges zászló alatt horgonyozni brit kikötőkben. Napnyugtakor, 15:57-kor a német hajókon bevonták a lobogókat. Az intézkedés nem vonatkozott a tengernagyi lobogóra és a tengernagyi jelzőzászlókra. Beatty ezt követően a sajtó képviselői előtt hangzatos, a német haditengerészetet becsmérlő beszédeket tartott. A The Globe című lapban megjelent egyik idézet így hangzott:
„A német haditengerészet nem csak le lett győzve, hanem mindörökre meg lett becstelenítve, a harcban mutatott alattomossága révén ugyanúgy, mint a vereség napján tanúsított gyávasága révén.”
A német hajók fedélzetére az antant hatalmak küldöttségei érkeztek, hogy leellenőrizzék, a német hajók valóban le vannak-e fegyverezve. Az ellenőrzések vége felé a Bayern parancsnokának az egyik amerikai tengerésztiszt állítólag a következőket mondta:
„Maga nem is tudja, hogy a flottájuk révén miféle fegyver volt a kezükben Angliával szemben. Ha tudtak volna erről és ki is használták volna, akkor másként alakultak volna a dolgok. Az Önök hajóival és főként a Bayernnel egyetlen angol hajó sem ér fel távolról sem.”
Az itteni tartózkodása alatt a német flottát számos kisebb hajó közelítette meg fedélzetükön bámészkodó civilekkel, azonban a német várakozásokkal ellentétben visszafogottan viselkedtek, mindössze egy idősebb hölgy rázta meg egy alkalommal az öklét feléjük. Reuter úgy érezte, a rövid itt tartózkodásuk azt a célt szolgálta, hogy közszemlére tegyék a német flottát. Érkezésükkor azonban sűrű köd ereszkedett alá, így némileg Reuter megkönnyebbülésére az igazán nagy látványosság elmaradt.
A németek számára kijelölt horgonyzóhely ki volt téve a kelet felől érkező szeleknek, ami bár Reuter szerint kellemetlenül érintette őket, nagyobb jelentőséget nem tulajdonítottak neki. Az angolok ellenben aggodalmukat fejezték ki a rossz kikötőhely miatt és Scapa Flow-t hozták fel, mint egy védettebb kikötőt és egyre inkább az oda való mielőbbi áthajózás szükségességét hangsúlyozták.

## Internálás

### Áthajózás Scapa Flow-ba

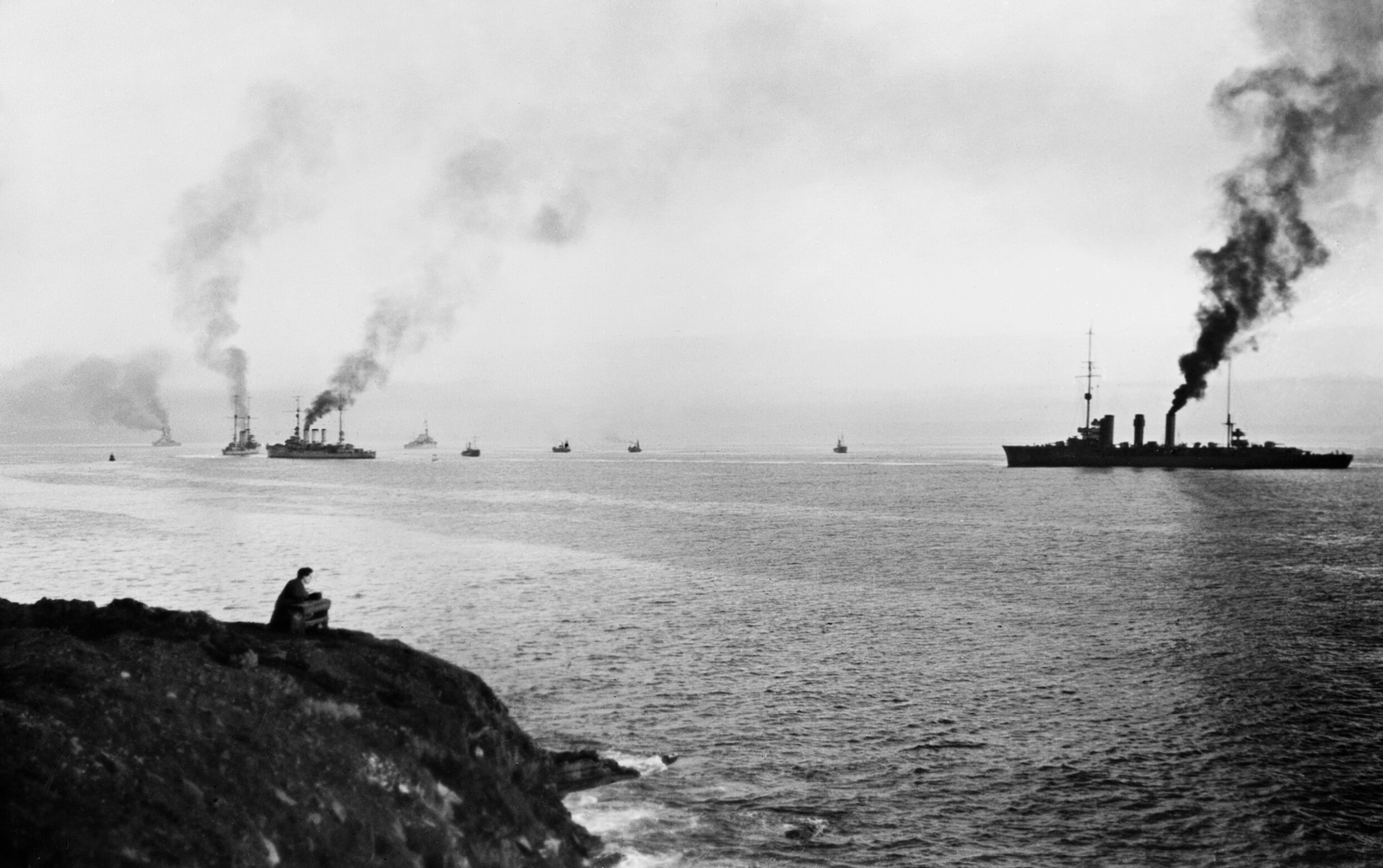
Az Emden, Frankfurt és Bremse könnyűcirkálók a Scapa Flow-ba való megérkezésükkor

A két megkeresett semleges állam, Norvégia és Spanyolország visszautasították a német flotta internálására való felkérést, és végül Rosslyn Wemyss brit tengernagy javaslatát fogadták el, aki a német flotta Scapa Flow-ban való internálását javasolta minimális legénységgel a hajók fedélzetén, a brit flotta felügyelete mellett. Erről azonban a németeket előzőleg nem értesítették.
November 22-én kiadták a parancsot, hogy a német hajóknak négy részletben a kedvezőbb kikötési lehetőséget kínáló Scapa Flow-ba kell hajózniuk: a rombolóknak november 22-én, a csatacirkálóknak november 24-én, a IV. csatahajóraj egységeinek november 25-én és a többi hátramaradt hajónak november 26-án. November 27-én erős brit kíséret mellett az utolsó német hajók is megérkeztek Scapa Flow-ba.
A rombolók itt az öböl Gutter Sound nevű részén, a csatahajók és a cirkálók Cava szigettől északra és nyugatra vetettek horgonyt. Összesen 74 hajót internáltak itt, miután a König és a Dresden a V 30 pótlására küldött V 129-cel együtt december 6-án beérkezett, majd utolsóként a Baden csatahajó is befutott 1919. január 9-én.
A hajók felügyeletét a csatacirkálókra bízták (Battle Cruiser Force, közben Battle Cruiser Squadronra redukálva). 1919. május 1-én az Atlanti Flotta kötelékéhez tartozó második csatahajóraj, majd május 18-án a Sydney Fremantle altengernagy vezette 1. csatahajóraj vette át ezt a feladatot.

### A helyszín

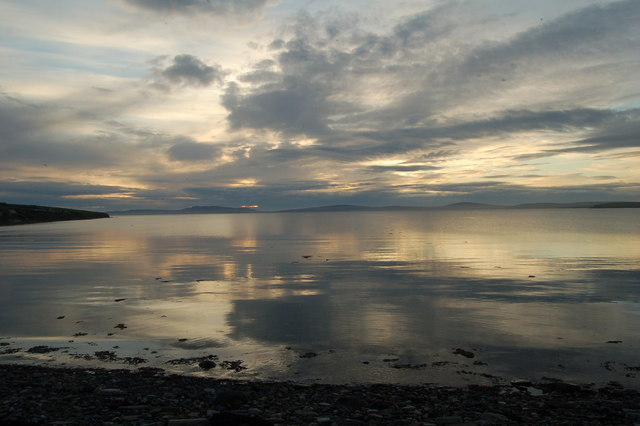
Scapa Flow-i naplemente háttérben a Hoy-szigettel

Scapa Flow egy hatalmas öböl, melyet a skót Orkney-szigetek déli részén a Mainland, Burray, South Ronaldsay, Flotta és Hoy szigetek vesznek körbe. Ez az öböl számít az északi félteke legnagyobb természetes kikötőjének. A természeti elemektől való védettség miatt a történelem során többször kikötőhelyként használták. Már a norvégok is itt gyülekeztették a 13. században hajóikat és ők adták a helynek a „Skalpafloi” nevet, melyből a mostani elnevezése is ered. A napóleoni háborúk idején a britek itt vonták össze a hajóikat a Baltikumba való indulás előtt. A brit haditengerészet mind az első, mind a második világháborúban itt rendezte be a fő támaszpontját. Mindkét háborúban sikerült német tengeralattjáróknak az ide való behatolás. A Nyílttengeri Flotta internált egységeinek az öböl „Bring Deeps” névvel illetett részén, a Hoy és két kisebb sziget, a Graemsay és a Cava által határolt részt jelölték ki horgonyzóhelyül.

### Az internálás körülményei

Az internált hajók elhelyezkedése 1919. március 25-én

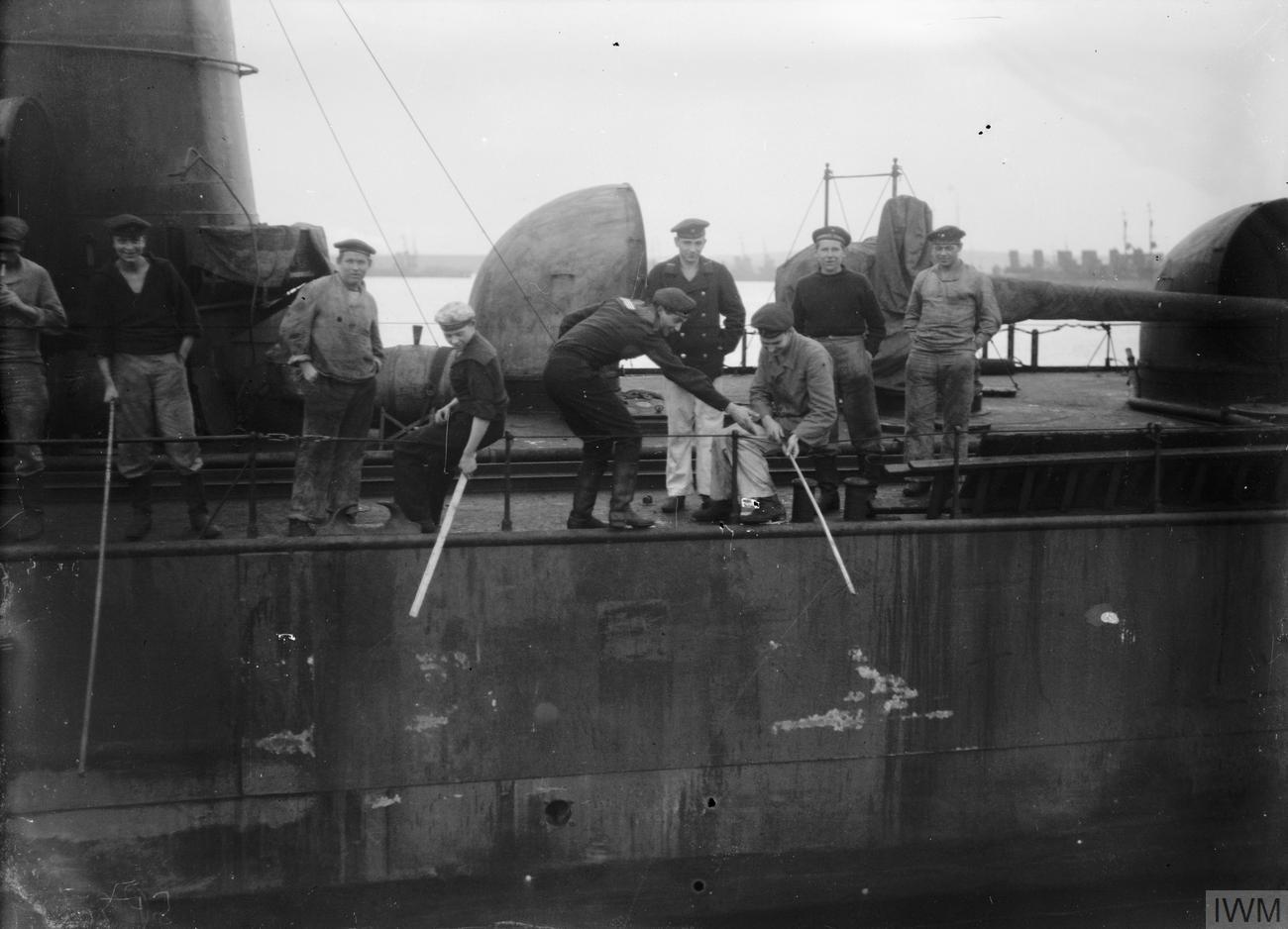
Német tengerészek egy romboló fedélzetéről horgásznak

Az internálás körülményeit a német tengerészek számára a britek kifejezetten szigorú megkötésekkel nehezítették. Csak vizet és szenet adtak el, hogy a gépeket üzemben lehessen tartani. A hajók legénysége számára az élelmiszert nem szerezhették be helyileg, hanem az ellátást Németországból kellett megoldani, ahol a béketárgyalások ideje alatt is fenntartott éhségblokád több ezer ember halálát okozta havonta. Az élelmiszerszállítmányokat havonta két alkalommal indították útnak, de azok minősége rossz, összetétele pedig egyhangú volt. Négy felfegyverzett brit drifter (halászcsónak) szállította ki a beérkezett ellátmányt a szárazföld és a hajók között ingázva. A hajók készleteiről indulás előtt a katonatanács gondoskodott és von Reuter tengernagy szerint ennek volt köszönhető, hogy konyakból túl sok, szappanból túl kevés került a fedélzetre és a dohánymennyiség sem elégítette ki az igényeket. A postaküldeményeket kisebb hajókkal szállították ki a német hajókhoz, de nem álltak meg mellettük kézbesítéskor, hanem menet közben igyekeztek átdobálni a fedélzetre a küldeményeket, így azokat gyakran a vízből kellett kihalászni, ha nem sikerült jól a dobás. Egyedül a zászlóshajó mellett kötöttek ki kézbesítéskor.
A tengerészek horgászással és sirályok elejtésével igyekeztek javítani a táplálkozásukon. A britek csak von Reuter tengernagynak és törzskara pár tagjának engedélyezték a hajójuk elhagyását, a hajók legénységei és tisztjei így nem szállhattak partra, de még egy másik internált hajót sem látogathattak meg. A német hajókra a britek sem szállhattak fel, hacsak nem hivatalos megkeresés céljából volt erre szükség. A tiltás ellenére éjjelente néha egy-egy őrhajó kikötött a német hajók mellett és ilyenkor élénk cserekereskedelem bonyolódott.
A Németországba hazaküldött leveleket cenzúrázták a kezdetektől fogva és később a bejövőket is. A fejenként kiosztható dohánymennyiséget havi 300 cigarettában avagy 75 szivarban maximálták. A német hajók fedélzetén voltak orvosok, de közülük egy sem volt fogorvos (mivel nem sikerült önkénteseket találni, akik a flottával tartottak volna), a britek pedig elutasították a fogászati ellátás biztosítására tett német kérelmet. A német kormányzat Reuter tengernagy kérésére csak megkésve reagált és egy német fogorvos kiküldéséről akkor hoztak intézkedést, mikor már a hajókat elsüllyesztették.

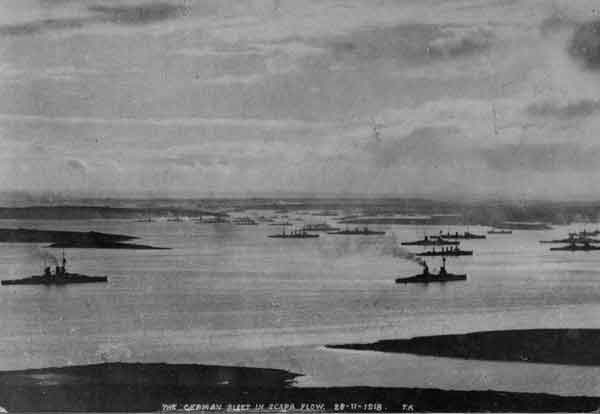
Az internált német flotta Scapa Flow-ban 1918 novemberében

Arthur Marder brit történész a katonatanácsok felügyelete alatti internált német hajókon uralkodó állapotokat „teljesen demoralizáltnak” írta le és ennek okaként négy körülményt adott meg: a fegyelem hiányát, a rossz minőségű élelmet, a rekreációs lehetőségek hiányát és a lassú postaszolgáltatást. Ezen körülmények együttese „leírhatatlan szennyet eredményezett néhány hajón”.
A britek az internált hajóknak címzett tulajdonképpeni parancsokat Reuter ellentengernagyon keresztül hajtatták végre, akinek zászlóshajójaként márciusig a Friedrich der Große csatahajó szolgált. Egy brit halászbárka állt a rendelkezésére a hajók felkeresésére és az írásbeli utasítások továbbítására. A tengernagy törzsének tagjai részére időnként engedélyezték más hajók felkeresését a legénység és tiszti kar tagjainak hazaengedésének intézésére.
Von Reuter ellentengernagy december 13-án ideiglenesen átadta az internált kötelék parancsnokságát a rangidős hajóparancsnokának, a Bayern csatahajón szolgáló Dominik sorhajókapitánynak, majd a Bremen csapatszállító fedélzetén Németországba utazott, ahol számos megbeszélést folytatott, hogy képet kapjon a kialakult helyzetről. 1919. január 25-én érkezett vissza a Regensburg könnyűcirkáló fedélzetén. Megérkezve kellett tapasztalnia, hogy a britek cenzúrát vezettek be a távollétében. Bár a nagyobb hadihajókat a katonatanácsok tartották kezükben, ez kevésbé volt elmondható a könnyűcirkálókról és a rombolókról. Január 27-én a például a Bremse könnyűcirkáló fedélzetén a teljes legénység díszegyenruhában sorakozott fel a császár születésnapjának tiszteletére.
A fegyverszüneti bizottság a birodalmi tengerészeti minisztérium kérésére tiltakozását fejezte ki a hajók hosszas internálása miatt, de a hajók hazaengedését nem érhették el. A rossz egészségügyi állapotban lévő Reuter tengernagy március 25-én az Emden könnyűcirkálót tette meg zászlóshajójává, miután a magát „vörös őrség” névvel illető, és a távollétében a csatahajó feletti irányítást is megszerző, a legénység mintegy egyötödét kitevő  forradalmi csoportosulás tagjai folyamatosan a kabinja felett dörömbölve igyekeztek zavarni őt az alvásban.
A parancsnoksága alatt álló tengerészek száma a hét hónap alatt folyamatosan csökkent az időnkénti hazaengedések által. A flottával hajózó 20 000 emberből 4000 fő indult haza Németországba december 3-án, 6000 fő
december 6-án és 5000 fő december 12-én. Az ezután hátramaradt 4815 főből is havonta százan térhettek vissza hazájukba.

### Brit előkészületek a német hajók megszállására
Időközben a párizsi békekonferencián folytak a tárgyalások a hajók sorsáról. A britek eredetileg a német hajókat mind maguknak akarták megtartani, de a franciák és az olaszok is részt követeltek maguknak és a német hadihajók negyedét-negyedét szerették volna megkapni. A britek, mivel bármiféle szétosztás révén a százalékos előnyük csökkent volna e két haditengerészettel szemben, ezután inkább már a hajók megsemmisítését akarták elérni.
A fegyverszüneti megállapodás XXXI. cikkelyének értelmében a németeknek meg volt tiltva, hogy elpusztítsák a hadihajóikat. Mind Beatty, mind Madden rendelkezett jóváhagyott tervekkel a német hajók lefoglalására arra az esetre, ha a németek megpróbálnák őket elsüllyeszteni. Keyes és Leveson tengernagyok azt tanácsolták, hogy a hajókat mindenképpen foglalják le és legénységüket a Nigg-szigeten tartsák internálva, de a felvetésüket elutasították. Az aggodalmuk nem volt alaptalan, mivel már 1919 január elején Reuter megemlítette a hajók elsüllyesztésének lehetőségét a törzsfőnökének.
A britek februárban a német hajók rádióberendezéseiből kiszereltettek egyes alkatrészeket, hogy azokkal már fogni se lehessen a jeleket. Ily módon az internált flotta csak a britek révén illetve a 3-4 napos késéssel megkapott brit újságok révén értesülhetett a külvilág történéseiről.
A versailles-i békeszerződés aláírásának végső időpontjának 1919. június 21-ben való meghatározását követően a brit 1. csatahajóraj felkészült jelentős katonaságnak a német hadihajókra való feljuttatására, hogy leellenőrizzék, nem tettek-e előkészületeket a hajók elsüllyesztésére. Június 13-án Madden tengernagy az admiralitásnál személyesen kért napi szintű tájékoztatást a politikai helyzetről június 17-től kezdődően, hogy ezen információknak megfelelően léphessen fel. Azonban az események után is azt közölte Madden Beatty-vel, hogy „nem volt megbízható jele a békefeltételek megítélésének a németek részéről”.
Fremantle tengernagy Madden elé terjesztett egy tervet a német hajók június 21-22-én éjfélkor való megszállására, miután a szerződést alá kellett már hogy írják. Madden június 19-én jóváhagyta a tervet. Ekkor már tudomása volt arról, hogy az aláírás határidejét június 23. 19:00-ra módosították, de erről elmulasztotta hivatalosan értesíteni Fremantle-t. A módosításról Fremantle aznap egy újságból értesült és igaz hírnek vélte. Maddentől előzőleg olyan utasítást kapott, hogy valamikor hajtson végre torpedótámadások kivédését imitáló hadgyakorlatokat a csatahajóival, amit jó időjárási körülmények mellett szoktak végezni, hogy a kilőtt torpedókat meg lehessen találni és ki lehessen emelni a vízből. Június 20-án az idő kedvezőnek mutatkozott, ezért másnap reggel, június 21-én 09:00-kor a brit 1 .csatahajóraj kihajózott a nyílt tengerre. A német hadihajók lefoglalását a csatahajóraj visszaérkezésének éjszakájára, június 23-ra halasztották, mikorra a békeszerződést már alá kellett írják. Fremantle később azt állította, hogy mielőtt elhagyta Scapa Flow-t, még nem hivatalos úton tájékoztatta Reutert arról, hogy a fegyverszüneti egyezmény még mindig életben van.

### Német előkészületek a hajók elsüllyesztésére
Az 1919 májusára megfogalmazott versailles-i békeszerződésben az antant a Hochseeflotte internált részének végleges átadását követelte. Annak tartalmáról az internált hajókon május 11-én az angol lapokból értesültek. A 184-es cikkely kimondta: „Jelen szerződés életbelépésével Németország elveszíti tulajdonjogát minden felszíni hadihajója felett, melyek a német kikötőkön kívül találhatók. Németország az említett hajókkal kapcsolatos minden jogáról lemond.”
Reuter a békeszerződés tartalmának tudatában hozzálátott a hajóinak elsüllyesztését célzó részletes tervek kidolgozásához. Erich Raeder későbbi írása szerint Reuter előzőleg azt az utasítást kapta, hogy a hajókat minden áron el kell süllyeszteni.
1919. május 31-én, a skagerraki csata harmadik évfordulóján az összes hajón felvonták a német hadilobogót és a legénység tagjai transzparenseket helyeztek el a hajóikon. A britek, akik előzőleg megtiltották a német zászlók felvonását, nem tettek komolyabb intézkedéseket az ünneplő németek ellen. Reuter leírása szerint ő maga az ünneplés visszafogottabb módját részesítette volna előnyben fedélzetek alatt megtartott megemlékezésekkel. Az angol őrhajók többször is felléptek a nap során, de amitől ő tartott, a hajókat nem szállták meg.
Az 1919. június 18-án a legénység két újabb csoportjának Németországba való útnak indítása azt jelentette, hogy már csak megbízható emberek maradtak hátra Scapában a hajók elsüllyesztéséhez szükséges intézkedések végrehajtásához. Ezen a napon a tengernagy – a brit driftereket igénybe véve – parancsokat küldött szét, melyek a következőket tartalmazták:

„
Az internált kötelék

Parancsnoksága

39-es számú parancs			
1919. június 17.
Csak tiszt által!

Személyes!
Minden hajóparancsnoknak és a rombolóflottilla parancsnokának
1. Azonnal meg kell tenni a hajók elsüllyesztéséhez szükséges előkészületeket oly módon, hogy a parancs vételezésekor biztosított legyen a hajó lehető leggyorsabb süllyedése.
2. Az előkészületeket teljes egészében végre kell hajtani, miután a hajók legénységei ki lettek hajózva. Az egyes hajóparancsnokokra van bízva annak eldöntése, hogy a legénység egyes tagjai milyen mértékben legyenek ebben a segítségükre és hogy a hajók elsüllyesztésének szándékáról értesülhetnek-e, anélkül, hogy a szándékot bármilyen módon, mint pl. az angoloknak való árulás révén, veszélyeztessék.
3. A következő intézkedéseket kell megtenni: minden belső ajtó és nyílás tartósan nyitva tartása, így a torpedóvédelmi rekeszek nyílásainak, szénraktárak ajtajainak, a hosszanti és keresztválaszfalak ajtajainak, búvónyílásoknak, ventilátoroknak, oldalablakoknak stb. A parancsnokok saját belátásuk szerint még a következő további lépéseket tehetik meg: a torpedóvető csövek gyors megnyitását, egy kondenzátor megnyitását, a szelepek és zsilipek gyors kinyitását biztosító szükséges intézkedéseket hozhatnak meg, az utóbbit az elárasztáshoz nem használhatják.
4. Csónakok. Amennyiben lehetséges, akkor – a legénység felvételéhez – nem több mint egy csónakot készítsenek elő. Egy parlamenterzászlót készítsenek elő, hogy azt magukkal vigyék a csónakban. A csónakok a kihajózott legénységekkel a legrövidebb úton közelítsék meg a partot; a tisztek parancsnoklása alatt egyben kell tartani őket.
5. Az elsüllyesztésnek a következő esetekben kell megtörténnie: 
a) a hajóknak az angolok részéről történő erőszakos megszállása esetén, 
b) a tőlem kapott külön utasítás esetén.
6. Az 5a ponthoz. A hajóparancsnokoknak gondosan meg kell fontolniuk, mely lépéseket kell megtenni a hajók elsüllyesztésének biztosítására abban az esetben, ha az angolok megpróbálkoznának a hajók meglepetésszerű elvételével. 
 Egy az angolok által követelt, de általam jóvá nem hagyott kiszolgáltatása a hajóknak erőszakos elvételnek tekintendő és emiatt a hajó elsüllyesztésével kell rá reagálni.
7. Az 5b ponthoz. Lehetséges, hogy olyan parancs kerül kiadásra, miszerint a) a hajót azonnal el kell süllyeszteni, vagy b) a hajót egy adott időpontban kell elsüllyeszteni.
8. Jelzések. A 7a pontban foglalt azonnali elsüllyesztéshez a következő jelzés kerül leadásra:
 ’Minden parancsnoknak és a rombolóflottilla parancsnokának. 11. paragrafus. [Paragraph 11] Megerősíteni. A internált kötelék parancsnoka.’ 
 Ez a jelzés minden lehetséges módon továbbítandó. A hajók elsüllyesztéséhez azonnal hozzá kell látni. 
A hajók adott órában való elsüllyesztéséhez a 7b pontban foglaltaknak megfelelően a következő jelzés kerül leadásra: 
 ’Minden hajóparancsnoknak és a rombolóflottilla parancsnokának. Paragrafus nulla, kilenc, egy, három. Megerősíteni. Az internált kötelék parancsnoka.’ 
 Ebben a jelzésben az első két számjegy a dátumot, azaz 9-ikét, és a két utolsó számjegy az órát jelöli, amikor az elsüllyesztésnek meg kell kezdődnie. Az idő déltől délig (asztronómiailag) értendő.
9. Megerősítés. A jelzés vételezése a következő módon megerősítendő: 
’Az internált kötelék parancsnokának: Paragrafus … megerősítve. Az ’Emden’ parancsnoka.’
10. Mivel a békeszerződés feltételeinek elfogadása vagy el nem fogadása és az ellenségeskedés újbóli megkezdése döntés előtt áll, a következő napok különösen kritikusak. Szerdától, június 18-tól fokozott éberség szükségeltetik nappal és éjjel, hogy az angoloknak nem csak minden szokatlan viselkedését, hanem az ’Emden’-től érkező jelzéseket is figyelemmel lehessen tartani. Mivel a legénységben nem lehet teljes mértékben megbízni, ezért a tiszteknek maguknak kell a szükséges őrszolgálatot ellátniuk.
11. A hajókat elsüllyeszteni csak abban az esetben áll szándékomban, ha az ellenség megpróbálná a kormányzatunk beleegyezése nélkül hatalmába keríteni őket. Amennyiben a kormányzatunk beleegyezne a hajóink kiadásába, akkor a hajók át lesznek adva mindazok tartós szégyenére, akik minket ebbe a helyzetbe hoztak.
12. A hajóparancsnokoknak ezt az iratot elzárva kell tartaniuk; nem kerülhet az ellenség kezére.

al. von Reuter”

A parancsait június 18-án és 19-én eljuttatták az internált hajókhoz. Két hajón azonban kitudódott a terv, ami több altiszt nemtetszését is kiváltotta. Emiatt június 20-án, a hajólegénységek „lelki állapotának megfelelően” módosított rajta Reuter és szétküldte az új parancsokat a rendelkezésére bocsátott brit drifterrel.

## A flotta elsüllyesztése

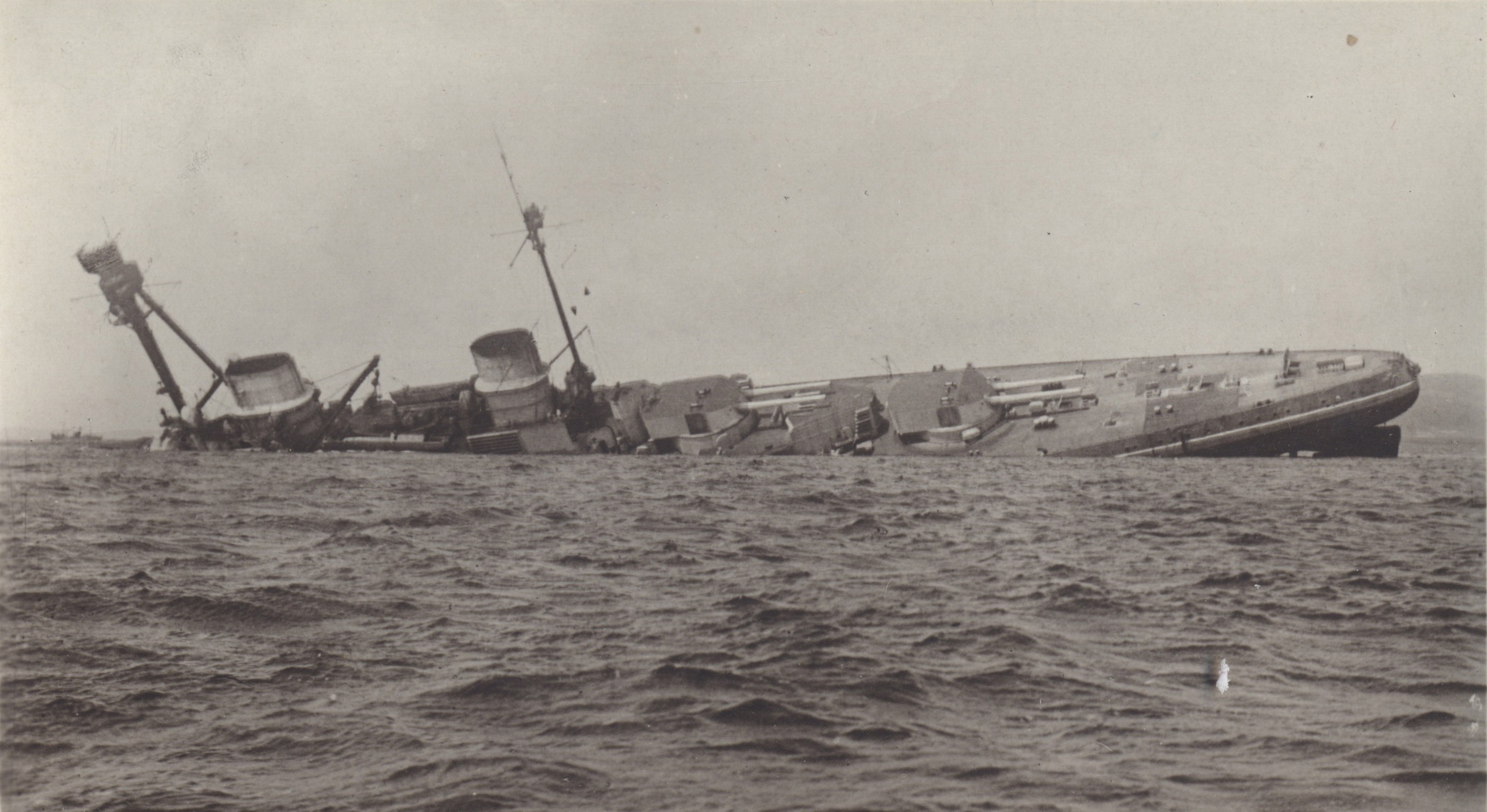
SMS Derfflinger

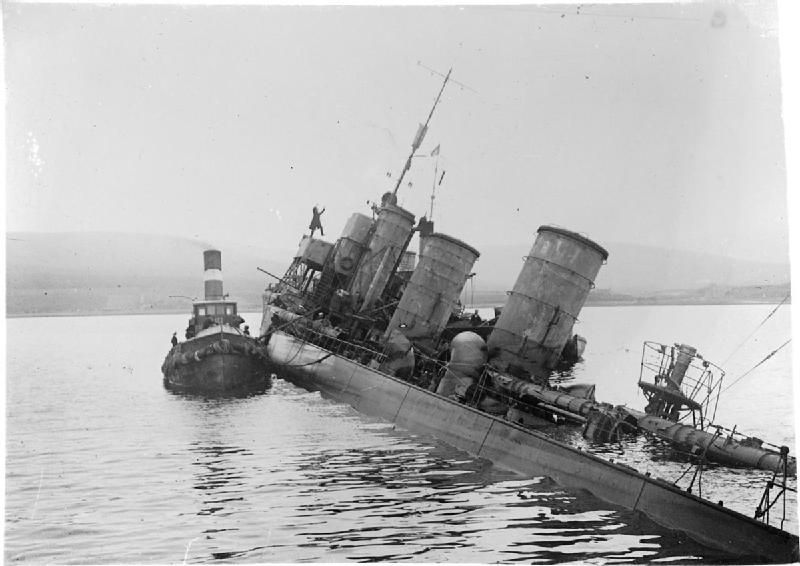
A megfeneklett G 102 romboló

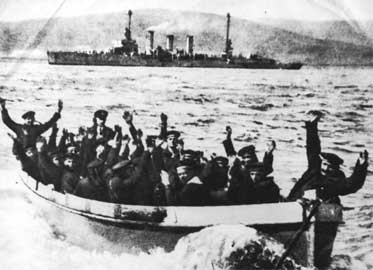
Német tengerészek egy mentőcsónakban

A The Times 1919. június 16-ai számát von Reuter június 20-án este kapta kézhez, melyben a következő tömör információt találta:
Hivatalos összefoglaló
Egy pénzügyi megállapodás kitételeként Németország kész kiszolgáltatni nem csak a követelt hadihajókat, hanem az összes sorhajóját.
A lap 11. oldala további információkkal szolgált a békeszerződéssel kapcsolatban. Itt megemlítették, hogy Németország öt napot kapott a szerződés aláírására, azaz ennek határideje június 21-én kellett lejárjon. A tisztek mély sértettséget éreztek amiatt a hitegetés miatt, hogy a kormányzat miközben azt közölte velük, mindent megtesz azért, hogy az internált flotta hazatérhessen, valójában még több hajót ajánl fel.
Reuter és a tisztikar válaszul tiltakozó rádióüzenetet fogalmazott meg Berlinnek. Az üzenetet azonban csak reggel 8-9 óra között küldték volna el a britek, másnap június 21-én reggel viszont korán kihajóztak hadgyakorlatozni. A németek hiába jelezték, hogy fontos üzenetet szeretnének elküldeni, erre már nem adtak nekik lehetőséget. Fremantle tengernagy a hajóival való távozásakor állítása szerint jelzést adott le a németeknek, melyben tudatta, hogy a fegyverszüneti megállapodás még érvényben van.
Törzsének főnöke, Iwan Oldekop fregattkapitány 10 óra körül jelentette Reuter tengernagynak, hogy a brit csatahajók rombolókísérettel elhagyták a kikötőt, az antant pedig visszautasította a hajók megvételét, ehelyett feltétel nélküli átadásukat követeli. Reuter, akit hivatalosan nem értesítettek a tárgyalások fejleményeiről – és Fremantle állítólagos közléséről sem tesz említést – úgy vélte, hogy a német kormány vissza fogja utasítani a szerződés aláírását. Korábban már úgy számolt, hogy a határidőt déli 12:00 órában szabhatták meg, hogy így a kiújuló ellenségeskedések esetén az antant hatalmaknak még aznap legyen módjuk felvonultatni a csapataikat a frontvonalra. Ebből a megfontolásból Reuter zászlójelzést vonatott fel, mellyel az azonnali elsüllyesztéshez való készenlétre utasította a flottát. A személyzethiány miatt hosszabb időbe beletelt, míg minden egységhez eljutott az utasítás és befutottak a megerősítések. Ezt követően 11:20-kor a következő tartalmú jelzést adták le a zászlóshajóról:
„Minden parancsnokló tisztnek és a torpedónaszádok vezetőjének. A tizenegyes paragrafus a mai napon életbe lép. Nyugtázzák. Az internált hajóraj parancsnoka.”
A jelzést megismételték jelzőfényekkel és keresőfényekkel (reflektorokkal). A hajók elsüllyesztéséhez ezután azonnal hozzáláttak: a fenékszelepeket megnyitották és a belső vízvezetékeket szétverték. A hajóablakokat kilazították, a vízzáró ajtókat és a kondenzátorok fedő elemeit nyitva hagyták és néhány hajó vízzáró falait is átfúrták, hogy ennek révén is meggyorsítsák a víz beáramlását. Az egyik német hajóparancsnok feljegyezte, hogy június 21. előtt a fenékszelepeket addig csavarták fel, hogy éppen csak még zárjanak és erősen beolajozták őket, a szelepek mellé pedig nagy kalapácsokat helyeztek el. A zászlóshajóként szolgáló Emdenen csak később láttak hozzá a hajó elsüllyesztéséhez, mivel két brit bárka is mellette állt.
Kívülről nem volt észlelhető semmi feltűnő egészen délig, mikor a Friedrich der Große erősen kezdett jobbra dőlni és az összes hajó főárbócára felvonták a német lobogót. A hajók legénysége ekkor csónakokba szállt és elhagyta a hajója fedélzetét. A hadihajók egymás után dőltek egyik vagy másik oldalukra. A brit hadihajók nagy része nem volt jelen, mindössze három romboló (a Vesper, a Vega illetve egy harmadik javítás alatt lévő), hét halászhajó (trawler) és néhány drifter volt a támaszponton.
A britekre sokkolóan hatott a süllyedő német hajók látványa és a német mentőcsónakokra és a vízbe esett tengerészekre kezdtek el lövöldözni a halászbárkákról és szárazföldről egyaránt. Először a Friedrich der Große mentőcsónakjára nyitottak tüzet, annak ellenére, hogy ki volt tűzve rajta a fehér zászló hasonlóan a német csónakok többségéhez. A Kaiserinről nem sikerült megfelelően leengedni a csónakot, így az emberek a vízbe ugrottak róla. A kimentésükre oda igyekvő német mentőcsónakokat a britek tűz alá vették, így a hajótöröttek kimentése fél órát késett. A Markgraf parancsnokának, Schumann korvettkapitánynak és két altisztjének életét az egyik felfegyverzett halászhajóról leadott lövések oltották ki, mikor még a saját hajójuk fedélzetén tartózkodtak. A hajó parancsnoka a kezében fehér zászlót tartott, mikor a halálos fejlövés érte.
Reuter tengernagy az Emden legénységével csónakba szállt és előbb a Bayern csatahajó bójákba kapaszkodó hajótörötteit mentették ki. Az egyik brit drifter ezután vissza igyekezett vinni a német tengernagyot a zászlóshajóra, hogy onnan visszavonassák vele a hajók elsüllyesztésére kiadott parancsot, de útközben egy homokzátonyra futottak és fél órát vesztegeltek ott.
Fremantle 12:20-kor kapta az első jelentést a történtekről és a hadgyakorlatot 12:35-kor félbeszakítva teljes gőzzel Scapa felé vette az irányt. Mire 14:30-kor megérkezett már csak a nagy hajók voltak a felszínen. Rádión már előre parancsba adta, hogy minden rendelkezésre álló vízi járművel igyekezzenek megakadályozni a német hajók elsüllyedését vagy igyekezzenek partra vontatni őket. Az öbölben még akkor is folyt a hajótöröttekre való lövöldözés, mikor a brit csatahajók visszaérkeztek. A többi hajótól egy földnyelv elválasztotta VI. rombolóflottilla csak most szerzett tudomást arról, hogy az előzetes parancsot végre kell hajtani és ekkor láttak hozzá a rombolók elsüllyesztésének.

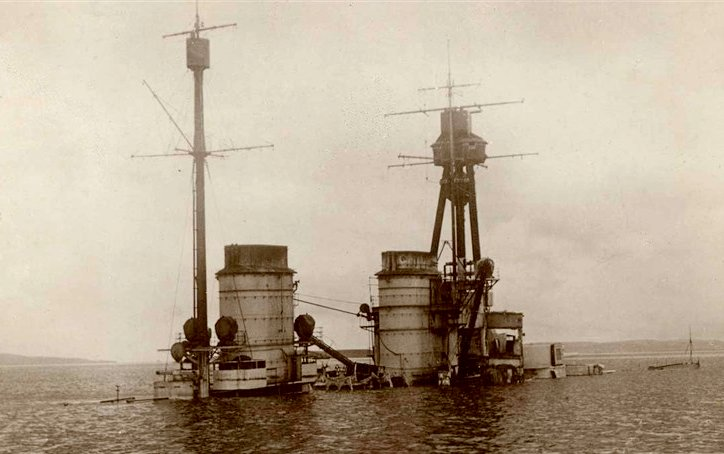
A Hindenburg csatacirkáló vízből kilátszódó felépítménye

Utolsóként a Hindenburg csatacirkáló süllyedt el 17:00-kor, A parancsnoka a legénység menekülését megkönnyítendő arra is ügyelt, hogy a hajóját gerincre állítva süllyessze el. Eddigre már 15 kapitális hadihajó elsüllyedt, egyedül a Baden maradt a felszínen. A könnyű egységek közül négy könnyűcirkáló és 32 romboló süllyedt el. A csónakjaikban a part felé evező német tengerészek közül nyolccal végeztek a rájuk leadott lövések és tizenhatan sebesültek meg.
Épp ezen a napon tett kirándulást egy stromnessi 10-12 éves kisdiákokból álló iskolás csoport Scapa Flow-ba, hogy a német és az őket őrző brit hadihajókat megnézzék, így véletlenül az események szemtanúi lettek. A süllyedő hajók látványa és a szüntelen fegyverropogás miatt többen sokkos állapotba kerültek. A kirándulóhajóról a gyerekek is látták, amint az egyik tűz alá vett német mentőcsónakból egy tengerész a vízbe esett. Egy diák beszámolója szerint az egyik polgári csónakból egy ember még akkor is célzott lövéseket adott le a németekre, mikor a partra szállították őket.
A Revenge csatahajón szolgáló 18 éves Hugh David alhadnagy a levelében a német tengerészek legyilkolásáról a következőket vetette papírra:
„Életemben először láttam ahogy embereket ölnek és mindezt a harc heve nélkül, ahol ez a morál fenntartását jelenthetné, és ez elgondolkodtatott, Istenem, ez elgondolkodtatott…”

## A foglyokkal való bánásmód
Hugh David szemtanúja volt a Fremantle és Reuter közötti feszült találkozónak is. Alig pár lépéssel állt Reuter tengernagy mögött, mikor Fremantle a csatahajó fedélzetén 16:00 körül fogadta, így állítása szerint minden elhangzott szót tisztán értett. A két tengernagy közötti rövid párbeszédet a következőképpen írta le:
Fremantle: Feltételezem azért jött, hogy feladja magát?
von Reuter: Azért jöttem, hogy feladjam az embereimet és magamat (közben a gyorsan süllyedő hajók felé intett). Mást nem akarok.
(rövid szünet)
von Reuter: Magamra vállalom a teljes felelősséget az egészért, erről nem tehetnek a tisztjeim, sem az embereim – ők a parancsaim szerint cselekedtek.
Fremantle: Feltételezem tisztában van azzal, hogy ezen becstelen cselekedet, ezen a becstelenségen alapuló cselekedet okán Ön többé nem internált ellenség, hanem az én hadifoglyom és ennek megfelelő bánásmódban fog részesülni.
von Reuter: Ezzel teljesen tisztában vagyok.
Fremantle: Arra kérem maradjon a felső fedélzeten amíg rendelkezem Ön felől.
von Reuter: A szárnysegédem velem tarthat?
Fremantle: Igen, ezt engedélyezem Önnek.
Reuter tengernagy e beszélgetés részleteiről nem tett említést, de azt megjegyezte, hogy ekkor még nem indokolta meg a hajók elsüllyesztését. Leírásában úgy említi, hogy a zászlóshajókról hangjelzések által kiadott parancsokból értesült az árulás vádjával. A brit tengernagy erre hivatkozva rendelte el, hogy csak a legelemibb emberi kötelesség szerint bánjanak a hadifoglyokkal. Visszaemlékezése szerint ezután rendelte magához a tolmácsot és ismertette rajta keresztül a cselekedetének okát Fremantle-el, miszerint tudomása alapján a háború tovább folytatódott és a német előírások szerint a harcképtelenné vált hajókat el kell süllyeszteni. Emiatt került sor a flotta elsüllyesztésére, ami nem árulás („Act of Treachery”). A német tengernagy kérte, hogy ne a legénységen torolják meg azt, amire ő adott ki parancsot. Fremantle azzal válaszolt, hogy a fegyverszüneti megállapodást két nappal meghosszabbították, így Reuter tettét árulásnak tekinti továbbra is. Reuter ezt azzal utasította vissza, hogy a Németországgal való összeköttetés korlátozása miatt a brit admiralitásnak azonnal tájékoztatnia kellett volna a hosszabbításról, amiről neki nem volt tudomása, máskülönben a hajók elsüllyesztésére nem került volna sor. A Fremantle által kért további tájékoztatásra felelve Reuter közölte, hogy a békeszerződéssel kapcsolatos német ellenjavaslatok elutasítása után azt kellett feltételeznie, hogy ismét beállt a hadiállapot, mivel a fegyverszünet automatikusan, azaz előzetes felmondás nélkül le kellett járjon. Mivel nem kapott semmiféle közlést a fegyverszünet meghosszabbításáról, felhatalmazásában és kötelességében állt – anélkül, hogy a brit tengernagytól előzetesen információkat kellett volna kikérjen – önállóan cselekedni és a flottát elsüllyeszteni. A tengernagy közölte azt is, hogy információkat egyedül az angol sajtóból szerzett, amiket ott „hivatalos” forrásokból származóként jelöltek meg.
A Revenge-ről Fremantle által (hangjelzésekkel is leadott) parancsban a tiszteket felszólították, hogy a kimentett német tengerészeket, mivel azok „áruló magatartásukkal” a jó bánásmódban való részesülés jogát eljátszották, csak a legalapvetőbb emberi kötelesség szerint szabad kezelni és a csomagjaikat alaposan át kell nézni. Ez a németek tapasztalatai szerint azt jelentette, hogy lehetőleg rosszul kellett velük bánni és a csomagjaikat kifosztották. Egyes brit hajókon a kimentetteket előbb gondos kezelésbe vették, de a parancs kiadása után ez az ellentettjére változott. A csomagjaikat a foglyoknak a hajók hátsó fedélzetén halomba kellett rakniuk, ahol a ráeresztett brit legénység alaposan kifosztotta azokat. Reuter tengernagy kabátja a Royal Oak fedélzetén esett e figyelemre méltó brit viselkedés áldozatául. A tengernagy könyvében utólag ezekkel a szavakkal emlékezett vissza:
„(…) az akkori hűvös időjárásban nagy szükségem volt rá; de ma már nincs rá szükségem, odaajándékozom a jelenlegi tulajdonosának, hogy az immár jogos tulajdonával tisztességes angolok előtt dicsekedhessen vele. Meg vagyok győződve afelől, hogy csak az angol Impérium anyagi helyzete, amit akkoriban az angol sajtóban oly kétségbeejtőnek állítottak be, tartotta vissza az angol kormányzatot azon becsületbeli kötelességétől, hogy azt a csekély tulajdont, amit a hajótörött német legénység tagjai nyomorúságosan maguknál tudtak tartani, kárpótolja.”
A délután folyamán a brit 1. csatahajóraj egységei 1774 német tengerészt szállítottak el Invergordonba.
Fremantle általános érvényű parancsot adott ki, miszerint a németeket hadifogolyként kell kezelni a fegyverszüneti megállapodásban foglaltak megszegése miatt és a Nigg-szigeten lévő hadifogolytáborban kell őket elhelyezni. Reutert több tiszttársát a Revenge fedélzetén Cromarty Firth-be szállították. Ide érkezve dél körül Fremantle a fedélzeten felsorakoztatott legénység előtt – egy tolmács igénybevételével –  megtartott beszédében tudatta a német tisztekkel, hogy a tettüket továbbra is árulásnak ítéli meg. A rövid szónoklat a következőképpen hangzott:

„Reuter tengernagy! 

Mielőtt mint foglyot Önt átadnám a katonai hatóságoknak, szeretném kifejezni Önnek a döbbenetemet a cselekedete miatt.

	Ez a tett minden illem és a becsület iránti érzelem ellen megy. Ez egy áruló cselekedet, egy hitszegés és egy szégyen azok számára, akik elkövették!

	Ön a hadilobogó felvonásával és a hajók elsüllyesztésével olyan időben, mikor a fegyverszünet még teljes érvényben volt, háborús cselekményt követett el.

	Ebből látható, hogy az új Németország szelleme nem különbözik a régiétől. Mindenki, aki ezt eddig nem akarta elhinni, most be fogja látni.

	Miként fogják az Ön tettét hazájában értékelni, azt én nem tudhatom.

	Azonban ha Ön, Reuter tengernagy, azt gondolta, hogy a fegyverszünet lejárt, akkor az egy semmi által nem igazolható téves feltételezés volt. A levelek már elő voltak készítve és általam alá voltak írva, melyek a kormányzatom utasításai szerint azt a hírt kellett közöljék, hogy a békeszerződés aláírásra került-e vagy sem. Hogyan gondolhatja azt, hogy a hajórajommal gyakorlatozás céljából kihajóznék a nyílt tengerre, ha ez a nap ilyen kritikus volt?!

	Mint ahogyan Németország a Belgiumba való betöréssel egy katonai bűncselekménnyel indította a háborút, úgy Ön egy tengeri bűncselekménnyel zárja le a háborút!

	Minden nemzetek tisztességes tengerészei nem fognak megértéssel viseltetni e tett iránt, leszámítva talán az Ön nemzetéit.

	Most Ön átadatik a katonai hatóságoknak, melyek a hadifoglyokkal foglalkoznak.”

A német tengernagy csak fejcsóválással fejezhette ki egyet nem értését az elhangzottakkal kapcsolatban. A beszéd végeztével a tolmácshoz fordulva így szólt:
„Mondja meg a tengernagyának, hogy a beszédének tartalmát nem tudom méltányolni és a véleményem nem egyezik az övével. Egyedül enyém a felelősség. Meg vagyok győződve arról, hogy bármelyik brit tengerésztiszt ugyanígy járt volna el a helyemben.”
A színpadias beszédén túl Fremantle tengernagy később a következőket jegyezte meg:
„Nem tudtam megállni, hogy ne érezzek némi szimpátiát von Reuter iránt, aki akkor is megőrizte méltóságát, amikor akarata ellenére egy rendkívül kellemetlen és ravasz megbízást kapott.”
Július közepén Németországban vételeztek egy rádióüzenetet, mely szerint Nagy-Britanniában nem fogják jogilag vizsgálni a hajók elsüllyesztését. Ezek után Németországnak, mivel sem a kormányzat, sem az admiralitás nem játszott szerepet a hajók elsüllyesztésében, Reuter kiadatását kellett volna kérelmeznie. Mivel ez német részről elmaradt, okot adott az antanthatalmaknak arra, hogy a német kormányzatot a részvétel felelősségével gyanúsítsa meg.
Az elsüllyesztés napján hadifogságba került német tengerészeket egy Invergordon melletti katonai táborba szállították át, ahol a békeszerződés megkötése ellenére is – sok más német katonával együtt – még hónapokig tartották őket fogva. Csak 1920. január 31-én térhettek vissza egy brit gőzhajó fedélzetén Németországba.
Wilhelmshavenbe való érkezésükkor nagy tömeg fogadta őket és tiszteletükre egy torpedónaszád-flottilla sorakozott fel, a hajó befutásakor pedig egy katonazenekar a Flaggenliedet játszotta.

### A háború utolsó áldozata
Két nappal a hajók elsüllyesztése után a Resolution csatahajó fedélzetén egy James Woolley nevű ittas brit tengerész az egyik lövegtorony tetején lesállást foglalva egy puskával agyonlőtt egy közelben elvezetett német hadifoglyot. Az áldozat Kuno Evertsberg volt, a Frankfurt könnyűcirkáló egyik gépésze. A legénység több tagja arról számolt be, hogy Woolley többször megemlítette, hogy agyon tervez lőni egy németet, mert így akart bosszút állni a háborúban elhunyt rokonaiért. Az eset kitudódása miatt a brit admiralitás nem tehetett mást, minthogy Woolley-t Edinburgh-ban bíróság elé állította. Az esküdtszék mindössze 20 percnyi tanakodás után egyhangúlag úgy ítélte meg, hogy a vád nem bizonyítható és Woolley-t felmentették. Az 1919. június 23-án életét vesztő Kuno Evertsberg volt az első világháború utolsó halálos áldozata. A nyolc társa mellé a lynessi haditengerészeti temetőben eltemetett tengerész sírkövén tévesen június 21-ét adták meg a halála napjaként (emellett a nevét is tévesen, a t-betűt elhagyva Eversberg-ként vésték fel).

## Reakciók
A német flotta ezen utolsó, dacos tette nagy figyelmet kapott világszerte. A franciákat csalódással töltötte el, hogy a német flotta magja megsemmisült, mivel bíztak abban, hogy rá tehetik a kezüket néhány nagy értékű hadihajóra. Ugyanakkor a britek csalódottsága jóval mérsékeltebb volt. Wemyss tengernagy egy magánbeszélgetés során a következőket jegyezte meg:
„A német flotta elsüllyesztésére igazi áldásként tekintek. Egyszer és mindenkorra elveti ezen hajók szétosztásának a fogas kérdését.”
Reinhard Scheer főtengernagy, a német haditengerészet vezérkari főnöke az eseményt a következő szavakkal méltatta:
„Örvendek. A megadás szégyenfoltja le lett törölve a német flotta címeréről. Ezeknek a hajóknak az elsüllyesztése bebizonyította, hogy a flotta szellemisége nem hunyt ki. Ez az utolsó cselekedet hű a német haditengerészet legkiválóbb hagyományaihoz.”
Szavai tükrözték a haditengerészet tisztikarának és a társadalom többségének véleményét is. A német kormányzat utólag helyeselte a hajók elsüllyesztését. A hosszas hadifogság után hazatérő tiszteket és a legénység tagjait ünnepélyesen fogadták Wilhelmshavenben. Von Reutert a német flotta becsületét megmentő hősként ünnepelték. Húsz évvel később, 1939-ben tiszteletbeli tengernaggyá (chargierter Admiral) léptették elő.
A német Nyílttengeri Flotta fő erejének önkezű megsemmisítése alkalmat adott az antanthatalmaknak további követelések megfogalmazásához. Ennek keretében nem csak más, részben modern hadihajó átadását követelték, melyek a Birodalmi Haditengerészet (Reichsmarine) magját képezhették volna, hanem a még meglévő német kereskedelmi flotta hajóinak többségét is.

## A háborús bűncselekmény kérdése
Reuter Németországba való visszatérése után segített egy a „Nemzetközi jog britek általi megsértései” címet viselő kormányzati jelentés összeállításában, melyben a német tengerészek elleni bűntetteket ismertették. A britek a megfogalmazott vádakat kitartóan tagadták.
A hajók elsüllyesztésekor a briteknek jogukban állhatott volna bizonyos esetekben tüzet nyitni. Ilyen eset lett volna, ha a britek a szelepek megnyitásán értek volna német tengerészeket, vagy egy tisztet, aki erre épp parancsot adott ki és a felszólítás ellenére sem hagytak volna fel a cselekedettel. Június 21-én azonban nem ez az eset állt fenn. A német tengerészek ezeket az intézkedéseket már korábban végrehajtották és már a mentőcsónakokban voltak, mikor tüzet nyitottak rájuk.
Gyermek szemtanúk
A véres eseményeknek véletlenül egy iskolásokból álló kirándulócsoport is a részese volt. A 10-12 éves stromnessi kisdiákok 1919. június 21-én tettek kirándulást Scapa Flow-ba a Flying Kestrel kirándulóhajó fedélzetén, hogy a német és az őket őrző brit hadihajókat megnézzék, így véletlenül az események szemtanúi lettek. A süllyedő hajók látványa és a szüntelen fegyverropogás miatt a gyerekek közül többen sokkos állapotba kerültek. A kirándulóhajóról azt is látták, amint az egyik tűz alá vett német mentőcsónakból egy tengerész a vízbe esett. Egy diák beszámolója szerint az egyik csónakból egy ember még akkor is célzott lövéseket adott le a németekre, mikor a partra szállították őket.

## A hajók későbbi sorsa

### Kiemelési munkálatok

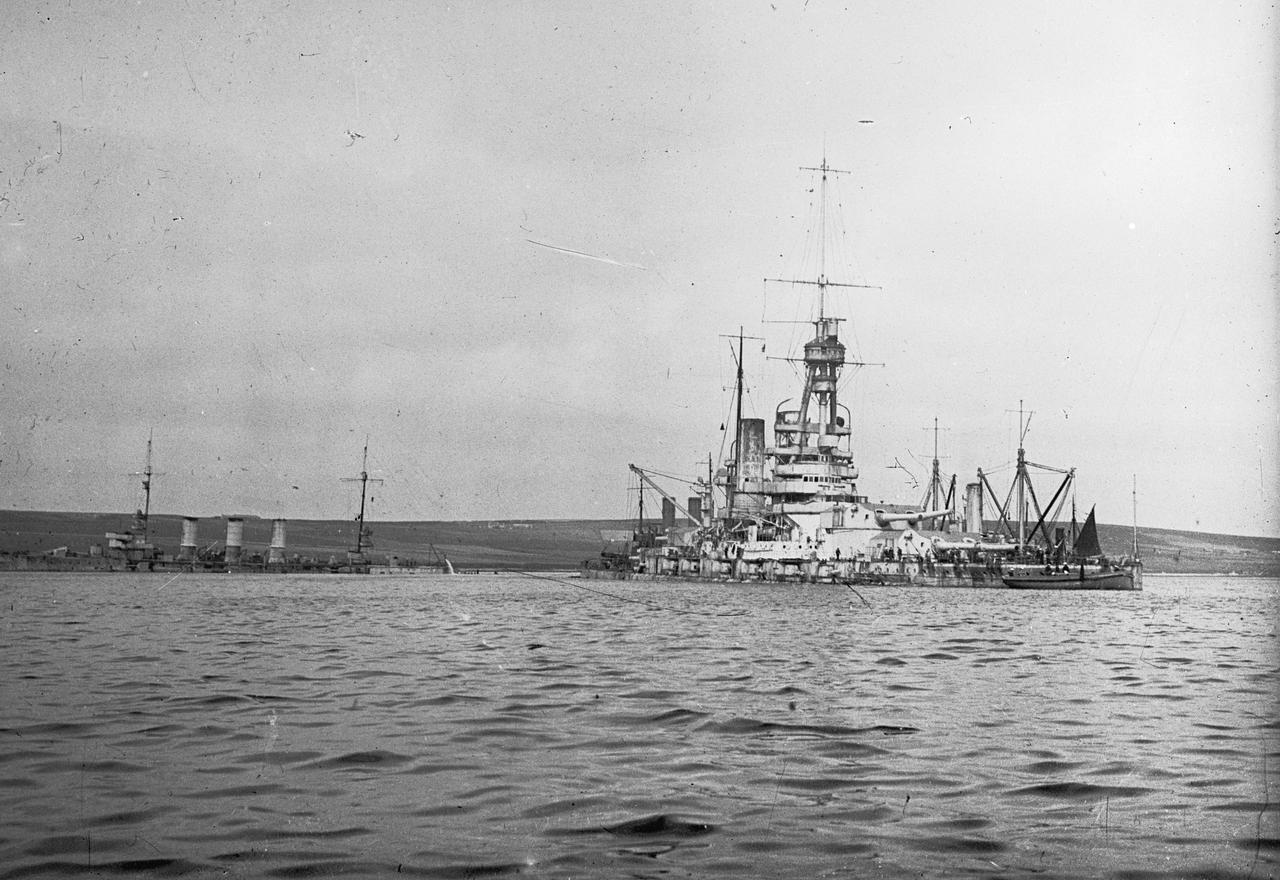
A Baden csatahajó a kiemelési munkálatok idején

Scapa Flow-ban a 16 kapitális hadihajóból 15, a 8 cirkálóból 5 és az 50 rombolóból 32 süllyedt el. A maradékuk vagy úszóképes maradt, vagy a sekélyebb vizekre vontatták őket és ott feneklettek meg. Utóbbiakat később szétosztották maguk között az antanthatalmak, míg az elsüllyedt hajók többségét a helyükön hagyták, mivel a kiemelésük és építőanyaguk újrahasznosítása nem lett volna gazdaságos, ugyanis a háború után az elavult hadihajók szétbontásából nagy mennyiségű újrahasznosítható ócskavas állt rendelkezésre. A helyi lakosok azonban panaszkodtak amiatt, hogy az elsüllyedt hajók veszélyeztetik a hajózást, és ezért 1923-ban létrehoztak egy társaságot a kiemelésükre, mely négy rombolót emelt ki.
Ekkortájt jelent meg a színen Ernest Cox vállalkozó, aki az admiralitástól 26 rombolót, valamint a Seydlitz és a Hindenburg csatacirkálókat vette meg 250 fontért. Egy megvásárolt majd módosított régi német szárazdokk segítségével hozzákezdett a rombolók úszóképes állapotba hozatalának. A következő másfél évben a 26 rombolóból 24-et emelt ki a vízből, majd ezután a nagyobb hajók kiemelésének látott hozzá. Kifejlesztett egy módszert, melynek során a búvárok befedték a víz alatt lévő hajótestek nyílásait, majd levegőt pumpáltak beléjük, aminek következtében azok a felszínre emelkedtek. Ezután már el lehetett őket vontatni a hajóbontó üzemhez. Ennek a technikának a segítségével számos hajót sikerült a felszínre hoznia Coxnak. A módszere ugyanakkor költséges volt. A Hindenburg kiemelése 30 000 fontba került. A sztrájkoló munkások munkalassítása és a szénbányászok sztrájkja 1926-ban csaknem leállította a kiemelési munkálatokat, de Cox ekkor a még víz alatt lévő Seydlitz raktáraiból hozatta fel a szenet, és ezt az üzemanyagot használta a gépei működtetéséhez a sztrájk végéig.
A Seydlitz kiemelése is bonyolult vállalkozásnak bizonyult, mivel a hajó az első próbálkozás közben újra elsüllyedt, és közben tönkretette a kiemeléshez használt felszerelés nagy részét. A kitartó Cox ismét hozzálátott a művelethez, és meghagyta, hogy a következő próbálkozáskor mozgóképen rögzítsék a kiemelést. Miközben Cox Svájcban töltötte a szabadságát, a Seydlitzet egy véletlen folytán a felszínre hozták. Cox a munkásait utasította, hogy süllyesszék el ismét, hogy Skóciába visszatérve szemtanúja lehessen a harmadik, immár végső felszínre hozatalnak.
Cox vállalata összesen 26 rombolót, két csatacirkálót és 5 csatahajót hozott felszínre. A megmaradt részesedését eladta az Alloa Shipbreaking Companynek. Cox, aki úgy tett szert hírnévre, mint „az ember, aki megvett egy flottát” ezután visszavonult. Az őt váltó társaság újabb öt cirkálót, csatacirkálót és csatahajókat emelt ki, mielőtt a második világháború kitörése leállította volna a munkálatokat.

### A megmaradt hajók napjainkban
Az öböl alján maradt hajók mélyebb vizekben pihennek, és azóta nem ösztönözte gazdaságilag semmi a kiemelésüket. Kisebb mennyiségben felszínre hoznak róluk acélt, mivel ez az alacsony háttérsugárzású acél hasznosítható sugárzásra érzékeny eszközök – pl. Geiger-Müller számlálók, orvosi műszerek – előállításához, ugyanis nem érte őket izotópok általi nukleáris szennyeződés.
A tengerfenéken maradott hét hajótest az 1979-es archeológiai területeket érintő törvény (Ancient Monuments and Archaeological Areas Act 1979) védi. Búvárok felkereshetik őket, de ehhez előbb engedélyt kell kérniük.

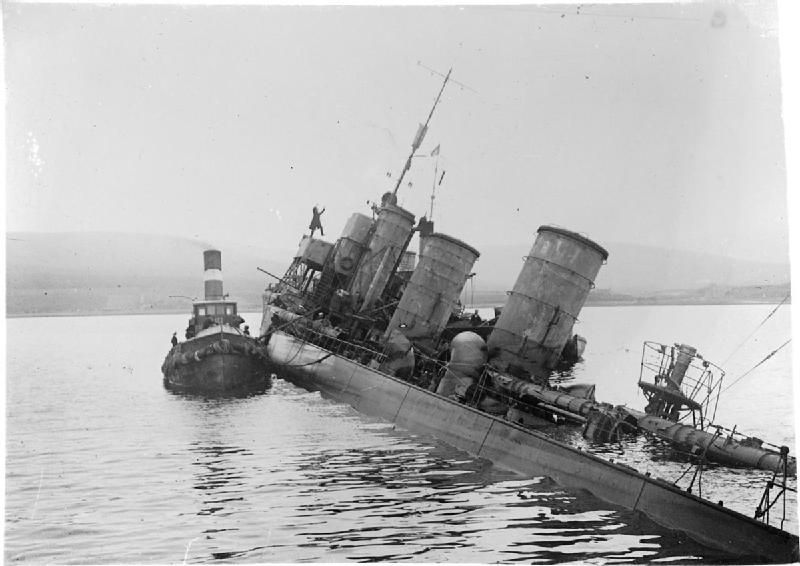
Egy vontatóhajó a G 102 jelű romboló mellett

1995-ben a Scapa Flow-ban maradt hajótesteket emlékművédelem alá vették és ebből fakadóan 2002-től csak a skót hatóságok által erre felhatalmazott búvárbázisok szervezhetnek merüléseket hozzájuk. Az orkney-szigeteki charter-hajótársaság és a búváriskolák egyesülete 2004 óta többször megpróbálta elérni, hogy a Hoy-sziget előtti vizeket, melyben a német hajók nyugszanak nyilvánítsák védetté (National Marine Reserve-é), ami hasonlatossá tenné egy nemzeti parkhoz. Ezeket az indítványokat az illetékes skót minisztériumok jóindulata ellenére sem sikerült elérni az Orkney Szigeti Tanács (Orkney Island Council) előtt, mivel ott egy ilyen intézkedés után a Flotta szigeten lévő olajterminál  és a halászflották mozgásának korlátozásától tartanak.

## Emlékezete
A flotta elsüllyesztését a német társadalom többsége pozitívan fogadta. A német fegyveres erők 1930-as években való újjáépítése idején a császári flotta Scapa Flow-ban való elsüllyesztését a Kriegsmarine tagjai számára az ellenállás szimbólumaként hozták fel.
David Beatty brit tengernagy kérése volt, hogy temetésén – csakúgy mint Jellicoe-én – a német flottát annak főparancsnoka képviselje. A németekkel kapcsolatos korábbi méltatlan megnyilvánulásai és főként a Nyílttengeri Flotta internálása idején a németek megalázására törekvő magatartása miatt a Kriegsmarine az 1936-os temetésén eme kérésének nem tett eleget.
A Nyílttengeri Flotta elsüllyesztésének utolsó akkoriban katonai szolgálatban lévő szemtanúja, Claude Cholus 2011. május 5-én hunyt el 110 éves korában. Őt tartják egyben az első világháború legtovább életben maradt veteránjának.

## Az internált hajók listája

### Csatahajók, csatacirkálók, cirkálók
| Hajónév | Hajónév                  | Hajótípus     | Elsüllyedt/megfeneklett | További sorsa                                                   |
| ------- | ------------------------ | ------------- | ----------------------- | --------------------------------------------------------------- |
| 1       | SMS Seydlitz             | csatacirkáló  | elsüllyedt (13:50 GMT)  | 1929 novemberében kiemelték                                     |
| 2       | SMS Moltke               | csatacirkáló  | elsüllyedt (13:10)      | 1927 júniusában kiemelték                                       |
| 3       | SMS von der Tann         | csatacirkáló  | elsüllyedt (14:15)      | 1930 decemberében kiemelték                                     |
| 4       | SMS Derfflinger          | csatacirkáló  | elsüllyedt (14:45)      | 1939 augusztusában kiemelték                                    |
| 5       | SMS Hindenburg           | csatacirkáló  | elsüllyedt (17:00)      | 1930 júliusában kiemelték                                       |
| 6       | SMS Kaiser               | csatahajó     | elsüllyedt (13:15)      | 1929 márciusában kiemelték                                      |
| 7       | SMS Prinzregent Luitpold | csatahajó     | elsüllyedt (13:15)      | 1929 márciusában kiemelték                                      |
| 8       | SMS Kaiserin             | csatahajó     | elsüllyedt (14:00)      | 1936 májusában kiemelték                                        |
| 9       | SMS König Albert         | csatahajó     | elsüllyedt (12:54)      | 1935 júliusában kiemelték                                       |
| 10      | SMS Friedrich der Große  | csatahajó     | elsüllyedt (12:16)      | 1937-ben kiemelték                                              |
| 11      | SMS König                | csatahajó     | elsüllyedt (14:00)      | nem emelték ki                                                  |
| 12      | SMS Großer Kurfürst      | csatahajó     | elsüllyedt (13:30)      | 1933 áprilisában                                                |
| 13      | SMS Kronprinz Wilhelm    | csatahajó     | elsüllyedt (13:15)      | nem emelték ki                                                  |
| 14      | SMS Markgraf             | csatahajó     | elsüllyedt (16:45)      | nem emelték ki                                                  |
| 15      | SMS Baden                | csatahajó     | megfeneklett            | Nagy-Britannia kapta meg, 1921-ben célhajóként elsüllyesztették |
| 16      | SMS Bayern               | csatahajó     | elsüllyed (14:30)       | 1933 szeptemberében kiemelték                                   |
| 17      | SMS Bremse               | könnyűcirkáló | elsüllyedt (14:30)      | 1929 novemberében kiemelték                                     |
| 18      | SMS Brummer              | könnyűcirkáló | elsüllyedt (13:05)      | nem emelték ki                                                  |
| 19      | SMS Dresden              | könnyűcirkáló | elsüllyedt (13:50)      | nem emelték ki                                                  |
| 20      | SMS Cöln                 | könnyűcirkáló | elsüllyedt (13:50)      | nem emelték ki                                                  |
| 21      | SMS Karlsruhe            | könnyűcirkáló | elsüllyedt (15:50)      | nem emelték ki                                                  |
| 22      | SMS Nürnberg             | könnyűcirkáló | megfeneklett            | Nagy-Britannia kapta meg, 1922-ben célhajóként elsüllyesztették |
| 23      | SMS Emden                | könnyűcirkáló | megfeneklett            | Franciaország kapta meg, 1926-ban lebontották                   |
| 24      | SMS Frankfurt            | könnyűcirkáló | megfeneklett            | az USA kapta meg, 1921-ben célhajóként süllyesztették el        |

### Rombolók
| Hajónév | Hajónév   | Elsüllyedt/megfeneklett | További sorsa                                            |
| ------- | --------- | ----------------------- | -------------------------------------------------------- |
| 1       | SMS S 32  | elsüllyedt              | 1925 júniusában kiemelték                                |
| 2       | SMS S 36  | elsüllyedt              | 1925 áprilisában kiemelték                               |
| 3       | SMS G 38  | elsüllyedt              | 1924 szeptemberében kiemelték                            |
| 4       | SMS G 39  | elsüllyedt              | 1925 júliusában kiemelték                                |
| 5       | SMS G 40  | elsüllyedt              | 1925 júliusában kiemelték                                |
| 6       | SMS V 43  | megfeneklett            | az USA kapta meg, 1921-ben célhajóként elsüllyesztették  |
| 7       | SMS V 44  | megfeneklett            | Nagy-Britannia kapta meg, 1922-ben lebontották           |
| 8       | SMS V 45  | elsüllyedt              | 1922-ben kiemelték                                       |
| 9       | SMS V 46  | megfeneklett            | Franciaország kapta meg, 1924-ben lebontották            |
| 10      | SMS S 49  | elsüllyedt              | 1924 decemberében kiemelték                              |
| 11      | SMS S 50  | elsüllyedt              | 1924 októberében kiemelték                               |
| 12      | SMS S 51  | megfeneklett            | Nagy-Britannia kapta meg, 1922-ben lebontották           |
| 13      | SMS S 52  | elsüllyedt              | 1924 októberében kiemelték                               |
| 14      | SMS S 53  | elsüllyedt              | 1924 augusztusában kiemelték                             |
| 15      | SMS S 54  | elsüllyedt              | 1921 szeptemberében kiemelték                            |
| 16      | SMS S 55  | elsüllyedt              | 1924 augusztusában kiemelték                             |
| 17      | SMS S 56  | elsüllyedt              | 1925 júniusában kiemelték                                |
| 18      | SMS S 60  | megfeneklett            | Japán kapta meg, 1922-ben lebontották                    |
| 19      | SMS S 65  | elsüllyedt              | 1922 májusában kiemelték                                 |
| 20      | SMS V 70  | elsüllyedt              | 1924 augusztusában kiemelték                             |
| 21      | SMS V 73  | megfeneklett            | Nagy-Britannia kapta meg, 1922-ben lebontották           |
| 22      | SMS V 78  | elsüllyedt              | 1925 szeptemberében kiemelték                            |
| 23      | SMS V 80  | megfeneklett            | Japán kapta meg, 1922-ben lebontották                    |
| 24      | SMS V 81  | megfeneklett            | Útban a bontóhely felé elsüllyedt                        |
| 25      | SMS V 82  | megfeneklett            | Nagy-Britannia kapta meg, 1922-ben lebontották           |
| 26      | SMS V 83  | elsüllyedt              | 1923-ban kiemelték                                       |
| 27      | SMS G 86  | elsüllyedt              | 1925 júliusában kiemelték                                |
| 28      | SMS G 89  | elsüllyedt              | 1922 decemberében kiemelték                              |
| 29      | SMS G 91  | elsüllyedt              | 1924 szeptemberében                                      |
| 30      | SMS G 92  | megfeneklett            | Nagy-Britannia kapta meg, 1922-ben lebontották           |
| 31      | SMS G 101 | elsüllyedt              | 1926 áprilisában kiemelték                               |
| 32      | SMS G 102 | megfeneklett            | az USA kapta meg, célhajóként 1921-ben süllyesztették el |
| 33      | SMS G 103 | elsüllyedt              | 1925 szeptemberében kiemelték                            |
| 34      | SMS G 104 | elsüllyedt              | 1926 áprilisában kiemelték                               |
| 35      | SMS B 109 | elsüllyedt              | 1926 márciusában kiemelték                               |
| 36      | SMS B 110 | elsüllyedt              | 1925 decemberében kiemelték                              |
| 37      | SMS B 111 | elsüllyedt              | 1926 márciusában kiemelték                               |
| 38      | SMS B 112 | elsüllyedt              | 1926 februárjában kiemelték                              |
| 39      | SMS V 125 | megfeneklett            | Nagy-Britannia kapta meg, 1922-ben lebontották           |
| 40      | SMS V 126 | megfeneklett            | Franciaország kapta meg, 1925-ben lebontották            |
| 41      | SMS V 127 | megfeneklett            | Japán kapta meg, 1922-ben lebontották                    |
| 42      | SMS V 128 | megfeneklett            | Nagy-Britannia kapta meg, 1922-ben lebontották           |
| 43      | SMS V 129 | elsüllyedt              | 1925 augusztusában kiemelték                             |
| 44      | SMS S 131 | elsüllyedt              | 1924 augusztusában kiemelték                             |
| 45      | SMS S 132 | megfeneklett            | az USA kapta meg, 1921-ben célhajóként elsüllyesztették  |
| 46      | SMS S 136 | elsüllyedt              | 1925 áprilisában kiemelték                               |
| 47      | SMS S 137 | megfeneklett            | Nagy-Britannia kapta meg, 1922-ben kiemelték             |
| 48      | SMS S 138 | elsüllyedt              | 1925 májusában kiemelték                                 |
| 49      | SMS H 145 | elsüllyedt              | 1925 márciusában kiemelték                               |
| 50      | SMS V 100 | megfeneklett            | Franciaország kapta meg, 1921-ben lebontották            |

## Fordítás
- Ez a szócikk részben vagy egészben  a   Scuttling of the German fleet at Scapa Flow című angol Wikipédia-szócikk ezen változatának fordításán alapul.  Az eredeti cikk szerkesztőit annak laptörténete sorolja fel. Ez a jelzés csupán a megfogalmazás eredetét és a szerzői jogokat jelzi, nem szolgál a cikkben szereplő információk forrásmegjelöléseként.
- Ez a szócikk részben vagy egészben  a   Selbstversenkung der Kaiserlichen Hochseeflotte in Scapa Flow című német Wikipédia-szócikk ezen változatának fordításán alapul.  Az eredeti cikk szerkesztőit annak laptörténete sorolja fel. Ez a jelzés csupán a megfogalmazás eredetét és a szerzői jogokat jelzi, nem szolgál a cikkben szereplő információk forrásmegjelöléseként.

## Dokumentumfilm / Animáció
- Kommando Selbstzerstörung. (Hozzáférés: 2021. november 11.) (Martin Koddenberg dokumentumfilmje, Arte 2021)
- The Animation of the 1919 German Fleet Scuttle in Scapa Flow. (Hozzáférés: 2021. november 11.) (Animáció Nick Jellicoe tolmácsolásában, 2019)